# عشر عملات فضية
عشر عملات فضيةThe Drylings of Acchora هي من أحد الراوية المبكرة للناضجين كتبها [أندرو كوما ]. إنها رواية من أدب فانتازي وبطل الرواية هو جيل سترون عشر عملات فضية كانت أحد روايته الأولى لكومان. ألف كومان معظم كتابه في عام ٢٠٠٤ عندما كان يعمل في آسيا. وهي أول رواية من سلسلة روايته الثلاث.